# Poricicea-Hruntove, Horodok
Poricicea-Hruntove (în ucraineană Поріччя-Грунтове) este un sat în comuna Zavîdovîci din raionul Horodok, regiunea Liov, Ucraina.

## Demografie
Componența lingvistică a localității Poricicea-Hruntove
     Ucraineană (100%)
Conform recensământului din 2001, toată populația localității Poricicea-Hruntove era vorbitoare de ucraineană (100%).